# 荏原 (品川區)
荏原（日语：／ Ebara */?）是東京都品川區的地名，設一丁目至七丁目。2012年2月1日為止的人口有20,287人。郵遞區號142-0063。

## 地理
位於品川區西部。北與西五反田之間以桐谷通為界，東至東南與平塚、西中延之間以中原街道為界，南鄰旗之台，西接小山。町域內有舊中原街道、26號線通、立會道路、延山通、榮通等道路通過。中原街道沿線商業大樓與公寓等高層建築林立，其他地區主要為住宅區。三丁目與相鄰的小山內有武藏小山商店街PALM，是東京23區具代表性的拱廊商店街，人潮眾多。

## 歷史
荏原是非常古老的地名。古代的武藏國荏原郡最早記載於平安時代初期（7世紀後半至8世紀後半）的文獻中。

### 地名由來
一說是指此地為「荏胡麻茂密的草原」。

## 交通
町域內沒有鐵路車站，可利用西北部與西部的東急目黑線不動前站、武藏小山站、西小山站、洗足站，東南部與南部的東急池上線戶越銀座站、荏原中延站、旗之台站，另外第二京濱下有都營淺草線戶越站。

## 設施
- 荏原廣場（荏原平塚總合區民會館）
- 品川區立荏原第一中學校
- 星藥科大學
- 小山八幡神社
- 荏原第四地域中心
- 荏原健康中心
- 荏原警察署
- 小山八幡神社

## 備註
1. ↑  .   [2013年8月7日]. （原始内容存档于2014年2月23日）.

## 外部連結
- 武藏小山商店街PALM官方網站 （页面存档备份，存于）